# مولد النماذج المركزي
مولدات النماذج المركزية (سي بّي جي إس) هي شبكات عصبية حيوية مسؤولة عن توليد المخرجات النظمية عند غياب المدخلات النظمية. تمثل مصدر النماذج محكمة الاقتران بالنشاط العصبي الذي يقود السلوكيات الحركية النظمية والنمطية مثل المشي، أو السباحة، أو التنفس أو المضغ. تستلزم القدرة على الأداء الوظيفي الخالي من المدخلات الواردة من مناطق الدماغ العليا وجود مدخلات تعديلية، ومخرجاتها غير الثابتة. تُعتبر المرونة في الاستجابة للمدخلات الحسية ميزة جوهرية للسلوك المسير عبر «سي بّي جي». من أجل تصنيفها كمولدات نظمية، يجب على «سي بّي جي» تحقيق ما يلي:
1. «تتفاعل عمليتان أو أكثر مع بعضهما بطريقة من شأنها زيادة أو إنقاص كل عملية بالتتابع.
2. تؤدي نتيجة هذا التفاعل إلى عودة النظام بشكل متكرر إلى وضعه البدئي».

لُوحظ وجود «سي بّي جي إس» لدى اللافقاريات، وعمليًا لدى جميع الفقاريات المدروسة، بما في ذلك الإنسان.

## الارتجاع الحسي
على الرغم من اعتماد نظرية توليد النماذج المركزي على توليد النظمية والنمذجة الأساسية مركزيًا، تستطيع «سي بّي جي إس» الاستجابة للارتجاع الحسي لتعديل النمذجة وفق طرق ملائمة سلوكيًا. يتسم تعديل النماذج بالصعوبة نتيجة استلزام الارتجاع المحرز خلال مرحلة واحدة فقط لحركة متغيرة في الأجزاء الأخرى من دورة النمذجة من أجل المحافظة على علاقات تنسيقية معينة. على سبيل المثال، يؤدي المشي مع وجود حصاة داخل الحذاء إلى تغيير المشية بأكملها، على الرغم من وجود التنبيه عند الوقوف على القدم اليمنى فقط. خلال مرحلة الوقوف على القدم اليسرى وتوقف نشاط الارتجاع الحسي، تتولد بعض الأفعالالتي تؤدي إلى إطالة تأرجح القدم اليمنى وتمديد فترة الوقوف على القدم اليسرى، ما يسبب العرج. قد يعود هذا التأثير إلى التأثيرات واسعة الانتشار وطويلة الأمد للارتجاع الحسي على «سي بّي جي» أو التأثيرات قصيرة الأمد على بعض العصبونات التي تعدل بدورها العصبونات القريبة ناشرة للارتجاع عبر كامل «سي بّي جي». يتطلب «سي بّي جي» درجة ما من التعديل من أجل استكمال الحالات المتعددة كاستجابة للارتجاع.
بالإضافة إلى ذلك، يختلف تأثير المدخلات الحسية بالاعتماد على مرحلة النمذجة التي حدثت خلالها. على سبيل المثال، تؤدي المقاومة على أعلى القدم المتأرجحة (بواسطة عصا أفقية على سبيل المثال) إلى رفع هذه القدم بشكل أعلى لتتجاوز العصا. مع ذلك، لا تسبب نفس المدخلات على القدم الواقفة ارتفاع القدم، إذ سيؤدي ذلك إلى وقوع الشخص. بالتالي، يتسبب الإدخال الحسي نفسه، بناءً على المرحلة، في رفع القدم لأعلى أو تثبيتها بقوة أكبر على الأرض. «يُطلق على هذا التغير في الاستجابة الحركية كوظيفة لمرحلة النموذج الحركي اسم اعتكاس المنعكس، ولُوحظ وجوده لدى اللافقاريات (ديكابريو وكلاراك، 1981) والفقاريات (فروسبيرغ وآخرون، 1977). ما تزال آلية حدوث هذه العملية غير مفهومة بشكل جيد، لكن يوجد احتمالان ممكنان. يتمثل الأول في توجيه الإدخال الحسي بشكل مناسب إلى مختلف عصبونات «سي بّي جي» كوظيفة لمرحلة النموذج الحركي. يقوم الاحتمال الثاني على وصول هذا الإدخال إلى نفس العصبونات في كل المراحل، لكن تختلف استجابة الشبكة بشكل ملائم كوظيفة لمرحلة النموذج الحركي نتيجة للطريقة التي تحول بها هذه الشبكة للإدخال».
أجرى غوتشال ونيكولز دراسة حديثة على الأرجل الخلفية للقطط مفصولة المخ خلال المشي (وظيفة مضبوطة بواسطة «سي بّي جي») كاستجابة  للتغيرات في درجة ميلان الرأس. تصف الدراسة الاختلافات في المشية ووضعية الجسم عند مشي القطط صعودًا ونزولًا وعلى سطح مستو. تعمل مستقبلا الحس العميق (أعضاء غولجي الوترية والمغازل العضلية) والمستقبلات خارجية الاستقبال (البصرية والدهليزية والجلدية) بشكل منفصل أو بالتشارك مع بعضها من أجل ملائمة «سي بّي جي» مع الارتجاع الحسي. اختبرت الدراسة تأثيرات مستقبلات الحس العميق (التي تعطي معلومات بشأن الموقع النسبي للرأس والجسم) والمستقبلات الدهليزية (التي تعطي معلومات بشأن اتجاه الرأس بالنسبة للجاذبية) في الرقبة. مشت القطط مفصولة المخ على سطح مستو مع ميلان مستوى رؤوسها إلى الأعلى أو الأسفل. أظهرت مقارنة هذه القطط مفصولة المخ مع أخرى طبيعية نماذج «إي إم جي» متماثلة عند المشي على سطح مستو، بينما عكست نماذج «إي إم جي» أخرى ميلان الرأس للأعلى عند المشي هبوطًا وميلانه للأسفل عند المشي صعودًا. أثبتت الدراسة أن المستقبلات الدهليزية ومستقبلات الحس العميق في الرقبة مسؤولة عن الإرجاع الحسي الذي يعدل مشية الحيوان. تبرز أهمية هذه المعلومات في علاج اضطرابات المشية.